# Brachyopa insensilis
Brachyopa insensilis es una especie de sírfido. Se distribuye por el paleártico en Eurasia.